# Siergiej Wiekszynski
Siergiej Arkadjewicz Wiekszynski (ros. Сергей Аркадьевич Векшинский, ur. 15 października?/27 października 1896 w Pskowie, zm. 20 września 1974 w Leningradzie) – radziecki fizyk, dyrektor Naukowo-Badawczego Instytutu Techniki Próżniowej, akademik Akademii Nauk ZSRR.

## Życiorys
Urodził się w rodzinie pracownika kancelarii gubernatora pskowskiego. Od 1902 mieszkał z rodziną w Wilnie, gdzie uczył się w szkole realnej, od 1910 mieszkał w Kerczu, gdzie w 1914 ukończył męskie gimnazjum ze srebrnym medalem i wstąpił na Wydział Elektromechaniczny Piotrogrodzkiego Instytutu Politechnicznego. W 1916 Główny Zarząd Artylerii Ministerstwa Wojny komenderował go do USA jako kontrolera dostaw sprzętu wojskowego do Rosji; w sierpniu 1917 wrócił do kraju i podjął pracę jako konstruktor i elektryk w stacji Kamienskiej. W 1919 po zajęciu Donbasu przez wojsko Denikina został zmobilizowany do Białej Armii, z której jednak szybko zdezerterował i wrócił do poprzedniego zajęcia, od września 1919 krótko studiował na Wydziale Chemicznym Dońskiego Instytutu Politechnicznego. Od 1920 pracował w Piotrogrodzie jako specjalista od techniki próżniowej, w 1922 otrzymał stanowisko inżyniera produkcyjnego w Piotrogrodzkim Zakładzie Lamp Elektrycznych; w 1928 zakład ten połączono z fabryką "Swietłana", w której od czerwca 1936 do października był głównym inżynierem. Następnie był konsultantem laboratorium próżniowego. Na początku 1938 został aresztowany i do drugiej połowy 1939 przebywał w areszcie śledczym pod zarzutem szpiegostwa na rzecz USA, po czym sprawę umorzono. Po zwolnieniu z aresztu został kierownikiem laboratorium, po ataku Niemiec na ZSRR został ewakuowany wraz z laboratorium do Nowosybirska. Od 4 lipca 1943 do 1944 był dyrektorem nowo utworzonego Instytutu Naukowo-Badawczego-160 (w 1947 przemianowanego na Naukowo-Badawczy Instytut Elektronicznych Przyrządów Techniki Lokacyjnej), od 1945 wraz ze swoim laboratorium brał udział w projekcie atomowym ZSRR; w 1947 laboratorium przekształcono w Naukowo-Badawczy Instytut Techniki Próżniowej, którego dyrektorem był do 1957. W październiku 1957 został kierownikiem naukowym, w lutym 1962 ponownie dyrektorem i w czerwcu 1965 ponownie kierownikiem naukowym Naukowo-Badawczego Instytutu Techniki Próżniowej, w 1972 z powodu stanu zdrowia przeszedł na emeryturę. W 1946 został członkiem korespondentem, a w 1953 akademikiem Akademii Nauk ZSRR. Od 1940 należał do WKP(b). Był deputowanym do leningradzkiej rady miejskiej. Napisał ponad 60 publikacji. Został pochowany na Cmentarzu Nowodziewiczym.

## Odznaczenia
- Medal Sierp i Młot Bohatera Pracy Socjalistycznej (trzykrotnie, 28 października 1956)
- Order Lenina (trzykrotnie, 4 stycznia 1954, 28 października 1956 i 27 października 1966)
- Order Czerwonego Sztandaru Pracy (dwukrotnie, 1 maja 1931 i 5 lipca 1946)
- Nagroda Leninowska (1962)
- Nagroda Stalinowska (trzykrotnie, 1946, 1951 i 1955)
- Złoty Medal Akademii Nauk ZSRR im. Popowa (1962)